# تپه کل مؤمن
تپه کل مؤمن مربوط به دوران‌های تاریخی پس از اسلام است و در شهرستان دامغان، بخش مرکزی، روستای بق واقع شده و این اثر در تاریخ ۲۵ اسفند ۱۳۷۹ با شمارهٔ ثبت ۳۵۴۱ به‌عنوان یکی از آثار ملی ایران به ثبت رسیده است.